# U-202号潜艇
U-202号（德語：U 202）是纳粹德国战争海军建造的568艘VII-C型潜艇（或称U艇）之一。它由基尔的日耳曼尼亚船厂承建，于1941年2月10日下水，至次月22日交付使用。第二次世界大战期间，该艇曾执行过九次巡逻作战，共击沉9艘、击伤4艘同盟国或中立国商船，累积总吨位为70,042吨。1943年6月2日，U-202号在法韦尔角东南的北大西洋遭英国单桅战船椋鸟号以深水炸弹和火炮击沉，造成艇内18名官兵阵亡、30人幸存。

## 设计
VII-C型是VII级潜艇的第三次、也是最有价值的改进型。它搭载了被称为“S装置”的新式主动声呐系统，为了容纳这种新设备，VII-C型的艇体尺寸有所增加，并重新设计了鞍状水舱，在其两侧各增加了一个可提供储备浮力的小型浮舱，有利于潜艇完成快速下潜。U-202号的全长为67.10米，舷宽6.20米、并有4.74米的吃水深度，水上和水下排水量分别为769吨和871吨。该艇采用双轴设计，具有两副直径为1.23米的三叶螺旋桨。在机械系统方面，VII-C型艇也得到了升级：通过艇上配备的燃油过滤系统，柴油机润滑系统的使用受命得以延长，也为不同润滑剂在艇上机械设备上混合使用留足了余地。原先前型艇用于发射鱼雷和主压载舱吹除操作的电动空气压缩机则改为容克斯的柴动压缩机，从而减小了对艇上电气系统的依赖；此外，该型艇还装配了更为现代化的电力转换系统。动力由两台日耳曼尼亚生产的F46型六缸四冲程1,400匹公制馬力（1,000千瓦特）机械增压柴油机用于水面运行，以及两台AEG提供的GU 460/8-276型375匹公制馬力（280千瓦特）双作用电动发电机用于水下航行；水面最高航速17.7節（32.8每小時），水下7.6節（14.1每小時）；能够在水面以10節（19每小時）航速续航8,500海里（15,700），或以4節（7.4每小時）连续在水下航行80海里（150）而无需充电。
武器装备方面，U-202号装备有五具内置式鱼雷发射管——艇艏四具、艇艉一具。其艇艉的鱼雷发射管设计在耐压壳体内部、两片舵之间，鱼雷可以由此向外发射。在轮机舱甲板下方还配备了用于艇艉的鱼雷装填系统，耐压壳体与甲板室之间一前一后还设计有外置鱼雷贮存装置，因此U-202号可携带14枚G7型鱼雷。但不同于其它批次的C型艇，该艇不设水雷贮存及布设装置。此外，它还搭载有一门配备220发弹药的88毫米35式速射炮以及一门配备1,195发弹药20毫米30式高射炮作为甲板炮。其标准船员编制为4名军官及40－56名水兵。

## 历史
1939年9月23日，海军造舰局将第三批次的12艘VII-C型潜艇（U-201至U-212号）建造合同发包予基尔的日耳曼尼亚船厂。其中U-202号于1940年3月18日开始铺设龙骨，建造序列为631。经过近一年的建造，它于1941年2月10日下水，至3月22日在前U-18号艇长、海军上尉汉斯-海因茨·林德尔的指挥下交付使用。完成海试后，该艇加入驻基尔的第1潜艇区舰队，先是在波罗的海进行战备训练，进而于1941年6月作为前线艇移驻德占法国的布雷斯特，直到1943年6月2日沉没。与当时大多数德国U艇一样，U-202号在瞭望塔上漆有专属的艇徽：一个刺猬形象。此外，该艇也漆有其主保城市因斯布鲁克的纹章。
第二次世界大战期间，U-202号曾执行过九次巡逻和十次狼群作战，共击沉9艘、击伤4艘同盟国或中立国商船，累积总吨位为70,042吨。

### 第一、二次巡逻
完成战备训练后，林德尔率领U-202号于1941年6月17日从基尔出发执行首次巡逻。在穿过波罗的海、至克里斯蒂安桑担任护航之后，该艇前往北大西洋游弋。经过为期三十七天、水面约5,840海里（10,820）和水下101海里（187）的航行，它于7月23日抵达德占法国的布雷斯特。
第二次巡逻于1941年8月11日从布雷斯特启航，前往冰岛西南部的北大西洋游弋。从出发当日至8月17日和8月27日至9月11日期间，该艇曾相继加入“格陵兰”和“藩侯”狼群，意图以集群方式袭击盟军的护航船队，并就此击沉两艘商船。首个受害者是英国拖网渔船情人号（Ladylove），它于8月27日14:35在冰岛以南约110海里（200）处被林德尔发射的一枚鱼雷击中右舷，15秒后便告沉没。9月11日07:05，友艇U-82号则在法韦尔角以东水域向SC-42号护航队的三艘船发射了三枚鱼雷，其中来自瑞典的斯堪尼亚号（Scania）在第一次命中后遭遗弃，随后于13:32和13:47被U-202号射出的两枚鱼雷击沉。经过为期三十八天、水面约6,046海里（11,197）和水下93海里（172）的航行，该艇于9月17日返抵布雷斯特。

### 第三、四次巡逻
1941年10月14日，U-202号在林德尔的指挥下离开布雷斯特执行第三次巡逻，但由于柴油压缩机故障被迫返航。经过维修，该艇于10月16日重新起航，前往爱尔兰西部和纽芬兰附近的北大西洋游弋，至11月13日返航。在这次为期二十九天、水面5,221.8海里（9,670.8）、水下44.7海里（82.8）的航行中，U-202号曾分别加入“打死”（10月20日至11月1日）和“马贼”狼群（11月1日至5日），共击沉两艘英国商船：11月3日04:54、04:58和05:05，林德尔在纽芬兰的圣母湾东北部海域发射鱼雷袭击了SC-52号护航队，观察到两艘船被击中，并听到了第三艘船的动静。08:44，一艘已倾覆的残骸再遭“致命一击”而沉没，可能是先前袭击中被击中的船舶之一。事后英国方面证实，是弗林德堡号（Flynderborg）和格里塔韦尔号（Gretavale）最终遭击沉。
在第四次巡逻中，U-202号于1941年12月13日从布列斯特出发，前往北大西洋和直布罗陀以西海域活动。林德尔于12月20日试图穿越直布罗陀海峡进入地中海，但未能成功。潜艇在穿越海峡时遭到空袭，严重受损，最终被迫中止任务。经过为期十五天、水面2,789.6海里（5,166.3）和水下125.3海里（232.1）的航行后，U-202号于12月27日回到布雷斯特。

### 第五、六次巡逻
林德尔率领U-202号于1942年3月1日离开布雷斯特，前往美国东岸附近的北大西洋执行第五次巡逻。3月22日00:45，无护航的英国油轮艾瑟子爵号（Athelviscount）在哈利法克斯东南偏东约600海里（1,100）的巨浪中以10节的速度进行非规避航行时，被U-202号发射的三枚鱼雷之一击中右舷。林德尔在袭击前约13小时便已发现这艘油轮，但白天尝试潜航攻击时发现潜望镜出现故障，因此决定等到夜间再行动。鱼雷击中右舷船艉，距艉柱约30英尺（9.1），炸出一个50至60英尺（15至18）长、30英尺高的孔洞，左舷船艉也出现许多小洞，海水涌入轮机舱和锅炉舱，导致船艉下沉。由于爆炸造成两台发动机停止运转，所有灯光瞬间熄灭。尽管如此，无线电操作员还是设法发出了求救信号，并被一艘不明船只接收并转发。由于担心锅炉爆炸，船长命令船员分乘三艘救生艇弃船。00:55和01:25，U-202号两度射出“致命一击”，但由于海况恶劣和涌浪巨大，两次发射均发生故障或未命中。随着发射管内的鱼雷消耗殆尽，潜艇潜入水中重新装填直到05:20，但始终未再找到那艘失去控制的油轮。林德尔错误地认为油轮在被两枚鱼雷严重击中后沉没，但实际上对方仅被击中一次，只是由于强风的影响，漂流速度比预想的要快。艾瑟子爵号其后由加拿大拖船拖至哈利法克斯，并完成修复。
3月28日，友艇UA号为U-202号补充了燃料，两天后又再次为其补充30立方米燃料和两周的补给。4月1日23:14，林德尔在百慕大东北偏北约500海里（930）处用鱼雷击沉了无护航的英国货轮顿湖号（Loch Don）。经过为期五十七天、水面8,459.4海里（15,666.8）和水下251.8海里（466.3）的航行，该艇于4月26日返回布雷斯特。

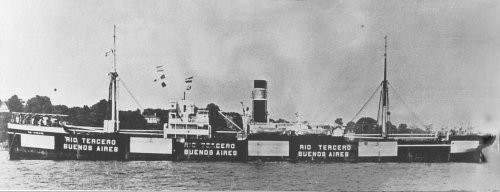
阿根廷货船特塞罗河号于1942年6月22日遭U-202号击沉

第六次巡逻于1942年5月27日从布雷斯特启航，林德尔奉命在洛里昂接载首批四名德国特工上艇，后者携带数箱炸药，意图前往纽约执行代号为“帕斯托里乌斯”的破坏行动。6月13日，四名特工被送抵长岛上岸，U-202号则继续在美国东岸以及大西洋中部游弋，并击沉2艘商船。首个受害者是无护航的中立国货船特塞罗河号，于6月22日12:34被林德尔发射的三枚鱼雷之一击中，在纽约对开约120海里（220）处缓慢沉没。林德尔报告称，该船没有中立标识，直到袭击发生后询问幸存者时才确认其为阿根廷籍。7月1日，美国客轮伯明翰城号（City of Birmingham）出现在哈特拉斯角以东约250海里（460）处，当时它正以11節（20每小時）的速度驶往百慕大，并由美国驱逐舰斯坦斯伯里号提供护航。01:27，就在护航舰用旗语和闪光灯示意改变航向后，从U-202号射出的两枚鱼雷接连快速击中伯明翰城号左舷，另一枚则从船头掠过。第一枚鱼雷击中了船艏后方约100英尺（30）处的1号货舱，第二枚则击中了舰桥下方，并导致船前部的所有部分都进水。该船迅速向左倾斜45度，并在五分钟内沉没。此后，友艇U-460号曾于7月10日为U-202号提供了42立方米燃料、2吨润滑油和十天的补给，确保其完成为期六十天、水面9,545.6海里（17,678.5）和水下415海里（769）的航行，并于7月25日返抵布雷斯特。

### 第七、八次巡逻
曾执掌U-59号潜艇的海军中尉京特·波泽于1942年9月2日接替林德尔担任U-202号艇长，并在四天后率艇离开布雷斯特执行第七次巡逻，前往北大西洋、加勒比海和特立尼达岛东南部海域游弋。经过为期五十天、水面8,173.8海里（15,137.9）和水下444海里（822）的航行，该艇于10月25日返抵布雷斯特。在去程穿越比斯开湾途中，U-202号曾于9月7日遭到一架隶属英国皇家空军第311（捷克斯洛伐克）中队的威靈頓轟炸機扫射，但仅两枚鱼雷受损，得以继续巡逻。9月29日，当该艇在特立尼达岛附近预备攻击一艘大型油轮时，又遭到一架隶属美国海军第53巡逻中队的卡特琳娜水上飞机袭击。两枚深水炸弹损坏了空气压缩机，严重限制了潜艇的下潜能力。尽管如此，波泽仍继续巡逻，并在返回基地之前袭击了两艘商船。
首个受害者是无护航的荷兰货船阿喀琉斯号（Achilles），它于10月1日22:41在特立尼达东南约110海里（200）处以8節（15每小時）的速度沿锯齿形航线行驶时，被U-202号发射的一枚鱼雷击中左舷后部。爆炸点燃了船艉炮的弹药，并将艉部完全炸毁。在船员分乘摩托艇和救生艇弃船后，阿喀琉斯号于23:01在右舷中部再遭“致命一击”。此次爆炸导致船身解体并迅速沉没。10月6日16:04，友艇U-201号在特立尼达以东约620海里（1,150）处发现了两天前才脱离TRIN-15号护航队的美国自由轮约翰·卡特·罗斯号。几小时后，波泽也发现了它，两艘潜艇随即向东追击。次日00:06，U-201号发射了一枚艉部，但要么是哑弹要么是未命中。这艘处女航的自由轮随后以12節（22每小時）的最高速度转向驶向U-202号。后者于00:29发射了三枚鱼雷，并听到两次爆炸声，但由于没有观察到任何效果，因此至00:35再发射一枚鱼雷。它没有击中这艘以锯齿状航行的轮船，而是在遭到炮火攻击后被迫紧急下潜离去。
第八次巡逻是U-202号最为成功、也是最后一次取得战功的巡逻。它于1943年1月12日从布雷斯特启航，前往大西洋中部靠近加那利群岛和亚速尔群岛的海域游弋。在此期间，该艇曾相继加入“海豚二号”（1月20日至2月9日）、“鳐”（2月9日至28日）和“宽吻海豚二号”狼群（3月1日至19日），并一举击沉1艘、击伤3艘油轮。2月23日22:17至22:20间，波泽在亚速尔以南海域向UC-1号护航队发射了四枚鱼雷，并报称击中三艘船。第一枚和第二枚分别击中荷兰籍的穆雷纳号（Murena）和英国籍的不列颠刚毅号（British Fortitude），两艘船均继续航行；第三枚鱼雷失效；最后一枚则击中已经受损的英国油轮帝国诺斯人号（Empire Norseman）。22:21，U-202号再发射一枚艇艉鱼雷，身处船队第43号阵位的美国油轮埃索·巴吞鲁日号（Esso Baton Rouge）右舷轮机舱和艉部燃料舱之间被击中。爆炸摧毁了燃料舱和轮机舱之间的舱壁，使轮机舱内充满了燃烧的燃油，并导致发动机停转。油轮最终于次日凌晨04:00左右从船艉沉没。
巡逻期间，友艇U-118号曾于2月13日为U-202号提供31立方米燃料和两周的补给；2月28日，波泽又从U-461号接收88立方米燃料、200升润滑油、一台梅托克斯装置、一台带缆绳的无线电侦察探测仪、两枚鱼雷和14天的补给；3月21日，U-109号再为U-202号补充17立方米燃料、两公担土豆和水果罐头，以确保其完成为期七十四天、水面12,502海里（23,154）和水下554海里（1,026）的超长航行，并于3月26日返抵布雷斯特。

### 第九次巡逻
1943年4月29日，波泽率领U-202号从布雷斯特出发执行第九次巡逻，前往法韦尔角东南和格陵兰岛附近的北大西洋游弋，从此再未归航。巡逻期间，该艇曾相继加入不具名（5月5日至10日）、“莱希河”（5月10日至15日）和“多瑙河二号”狼群（5月15日至26日），但一无所获。6月1日，当U-202号驶至格陵兰岛以南约300海里（560）的指定作战区域，准备对HX-214号护航队发动袭击时，遇到了由英国海军上校弗雷德里克·约翰·沃克率领的皇家海军第二支援集群。对方早在当日09:30便通过高频定向仪发现了潜艇。波泽在识别出接近的船只为军舰后，立即潜入水中。四艘英国单桅战船——鸢号、椋鸟号、野鹅号和啄木鸟号则以潜艇探索器探测到U-202号的位置，并持续施以深水炸弹攻击。尽管波泽采取了包括气泡诱饵在内的多种规避措施来迷惑英国声呐，却始终无法摆脱追击者。英舰采取跟随U-202号移动的策略，以消耗其潜航蓄电池的电量。他们预计U-202号会在天黑后浮出水面，并试图以水面航速迅速出逃。
经过15小时的追击和250枚深水炸弹的投掷，U-202号于6月2日午夜刚过便浮出水面，英舰立即向其发起火炮攻击。其中沃克上校所在的椋鸟号利用4英寸炮发射了27发弹药，并试图驶近实施撞击，但沃克在最后一刻认定潜艇已被击沉。他指挥椋鸟号转向从旁驶过，再用左舷投弹器向浅水区继续投掷深水炸弹。受损的U-202号花了40分钟才在56°12′N 39°52′W / 56.200°N 39.867°W处完全沉没，英国人救出了包括波泽在内的30名官兵，另有18名船员阵亡。

## 袭击历史摘要
| 日期          | 船名            | 船籍   | 吨位  | 结局 |
| ------------- | --------------- | ------ | ----- | ---- |
| 1941年8月27日 | 情人号          | 英国   | 230   | 击沉 |
| 1941年9月11日 | 斯堪尼亚号      | 瑞典   | 1,999 | 击沉 |
| 1941年11月3日 | 弗林德堡号      | 英国   | 2,022 | 击沉 |
| 1941年11月3日 | 格里塔韦尔号    | 英国   | 4,586 | 击沉 |
| 1942年3月22日 | 艾瑟子爵号      | 英国   | 8,882 | 击伤 |
| 1942年4月1日  | 顿湖号          | 英国   | 5,249 | 击沉 |
| 1942年6月22日 | 特塞罗河号      | 阿根廷 | 4,864 | 击沉 |
| 1942年7月1日  | 伯明翰城号      | 美国   | 5,861 | 击沉 |
| 1942年10月1日 | 阿喀琉斯号      | 荷蘭   | 1,815 | 击沉 |
| 1943年2月23日 | 不列颠刚毅号    | 英国   | 8,482 | 击伤 |
| 1943年2月23日 | 帝国诺斯人号    | 英国   | 9,811 | 击伤 |
| 1943年2月23日 | 埃索·巴吞鲁日号 | 美国   | 7,989 | 击沉 |
| 1943年2月23日 | 穆雷纳号        | 荷蘭   | 8,252 | 击伤 |

## 脚注
1. ↑  威廉生，第11頁.
2. ↑  加洛普，第74頁.
3. 1 2  Gröner 1991，第43–46頁.
4. ↑  加洛普，第72頁.
5. 1 2 3 4 5 6 7 8  . U-Boot-Archiv.   [2025-06-03].
6. 1 2  Helgason, Guðmundur. . German U-boats of WWII - uboat.net.   [2025-06-03].
7. ↑  Helgason, Guðmundur. . German U-boats of WWII - uboat.net.   [2025-06-03].
8. ↑  Helgason, Guðmundur. . German U-boats of WWII - uboat.net.   [2025-06-03].
9. 1 2  Helgason, Guðmundur. . German U-boats of WWII - uboat.net.   [2025-06-03].
10. ↑  Helgason, Guðmundur. . German U-boats of WWII - uboat.net.   [2025-06-03].
11. ↑  Helgason, Guðmundur. . German U-boats of WWII - uboat.net.   [2025-06-03].
12. ↑  Helgason, Guðmundur. . German U-boats of WWII - uboat.net.   [2024-11-06]. （原始内容存档于2020-11-29）.
13. ↑  Helgason, Guðmundur. . German U-boats of WWII - uboat.net.   [2025-06-03].
14. ↑  Helgason, Guðmundur. . German U-boats of WWII - uboat.net.   [2025-06-03].
15. ↑  Helgason, Guðmundur. . German U-boats of WWII - uboat.net.   [2025-06-03].
16. ↑  Helgason, Guðmundur. . German U-boats of WWII - uboat.net.   [2025-06-03].
17. ↑  Helgason, Guðmundur. . German U-boats of WWII - uboat.net.   [2025-06-03].
18. ↑  Helgason, Guðmundur. . German U-boats of WWII - uboat.net.   [2025-06-03].
19. ↑  Helgason, Guðmundur. . German U-boats of WWII - uboat.net.   [2025-06-03].
20. ↑  Helgason, Guðmundur. . German U-boats of WWII - uboat.net.   [2025-06-03].
21. ↑  Helgason, Guðmundur. . German U-boats of WWII - uboat.net.   [2025-06-03].
22. 1 2  Helgason, Guðmundur. . German U-boats of WWII - uboat.net.   [2025-05-14]. （原始内容存档于2021-10-08）.
23. ↑  Helgason, Guðmundur. . German U-boats of WWII - uboat.net.   [2025-06-03].
24. ↑  Helgason, Guðmundur. . German U-boats of WWII - uboat.net.   [2025-06-03].
25. ↑  Helgason, Guðmundur. . German U-boats of WWII - uboat.net.   [2025-06-03].
26. ↑  Helgason, Guðmundur. . German U-boats of WWII - uboat.net.   [2025-06-03].
27. ↑  Helgason, Guðmundur. . German U-boats of WWII - uboat.net.   [2025-06-03].
28. ↑  Helgason, Guðmundur. . German U-boats of WWII - uboat.net.   [2025-06-03].
29. ↑  Burn，chapter 4.
30. ↑  Busch & Röll，第104–106頁.
31. 1 2  Blair，第410頁.